# Porcellio latus
Porcellio latus är en kräftdjursart som beskrevs av Uljanin 1875. Porcellio latus ingår i släktet Porcellio och familjen Porcellionidae. Inga underarter finns listade i Catalogue of Life.